# باربادوس
باربادوس (به انگلیسی: Barbados)، کشوری جزیره‌ای است که میان دریای کارائیب و اقیانوس اطلس شمالی و شمال شرق ونزوئلا قرار گرفته است. پایتخت آن بریج‌تاون است. همهٔ کشور باربادوس تنها از یک جزیره تشکیل شده و این جزیره جزو جزایر بادپناه به‌شمار می‌آید که در آنتیل کوچک قرار گرفته است. باربادوس شرقی‌ترین خشکی در منطقهٔ آنتیل است. زبان رسمی باربادوس انگلیسی و واحد پول آن دلار باربادوس است. زبان گفتاری رایج در آن اما بـِیجـِن است که یک زبان کریول (آمیخته) است که اساس آن انگلیسی است. زبان تخصصی این کشور در سال‌های استعمار بیشتر انگلیسی بوده است.
باربادوس بیرون از نوار اصلی توفان‌های اقیانوس اطلس واقع شده است.
جمعیت باربادوس در حدود ۲۸۰ هزار نفر است که حدود ۱۱۰ هزار نفر از آنان در شهر بریج‌تاون یا پیرامون آن زندگی می‌کنند. نام این کشور در زبان انگلیسی «باربـِیدُس» تلفظ می‌شود. ۹۳ درصد مردم باربادوس سیاه‌پوست هستند و ۹۵ درصد از جمعیت کشور پیرو دین مسیحی می‌باشند.
دریانوردان اسپانیایی در اواخر سده پانزدهم از این جزیره دیدن کرده و آن‌ها جزئی از ممالک خالصه پادشاه خود نامیدند. این جزیره برای نخستین بار در سال ۱۵۱۱ بر روی نقشه‌های اسپانیایی ترسیم شده است.
این کشور در سال ۱۹۶۶ مستقل شد و هم‌اینک از جزایر توریستی کارائیب است.

## تاریخ

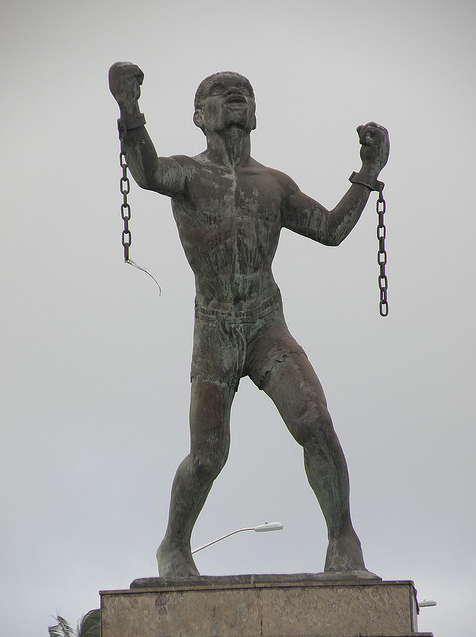
مجسمه بوسا از رهبران بردگان شورشی

نام اصلی این جزیره در زبان بومیان سرخ‌پوست آن، «ایچیروگانایْم» بود که «جزیره سرخ با دندانه‌های سفید به‌سمت بیرون» معنی می‌دهد. سرخ در این واژه به سنگ‌های سرخ‌رنگ اشاره دارد و منظور از دندانه‌های سفید، صخره‌های مرجانی پیرامون جزیره است. به این جزیره در قدیم «بیم‌شایر» هم گفته شده است.
نام باربادوس در زبان‌های پرتغالی و اسپانیایی به معنای «ریشو» است. آشکار نیست که آیا این نام‌گذاری به خاطر ریش‌دار بودن مردم سرخ‌پوست بومی (کاریبها) بوده یا به ریشه‌های آویزان درخت‌های انجیر جزیره اشاره دارد.
سرخ‌پوستان آمریکای مرکزی از حدود سده‌های چهارم تا هفتم میلادی برای اقامت به باربادوس آمدند. این گروه با نام سالادوی-بارانکویی معروف‌اند. در سده سیزدهم مردم سرخ‌پوست از قوم کالینگو (کاریب‌های جزیره‌ای) از آمریکا جنوبی به باربادوس آمدند.
باربادوس نخست در حدود اواخر ۱۴۰۰ تا ۱۵۰۰ میلادی از سوی اسپانیایی‌ها بازدید شد و نخستین بار در سال ۱۵۱۱ بر روی یک نقشه اسپانیایی ظاهر گشت. اسپانیایی‌ها و پرتغالی‌ها از اواخر سده شانزدهم تا هفدهم مدتی مدعی تملک این جزیره شدند. در این دوره برخی از مردم سرخ‌پوست آراواک ساکن جزیره به جزایر همسایه گریختند. اسپانیایی‌ها و پرتغالی‌ها مردم بومی کاریب را از جزیره راندند و پس از آن این جزیره مدتی بدون سکنه باقی ماند.
این جزیره از سال ۱۶۲۷ تا زمان استقلال (۳۰ نوامبر ۱۹۶۶ میلادی) از مستعمرات بریتانیا بوده است. استعمار بریتانیا طی این مدت به‌طور پیوسته ادامه داشت و باربادوس تنها جزیره کارائیب است که در دوره استعماری میان قدرت‌های مختلف دست به دست نشد. در سال‌های آغازین استعمار بریتانیا، بیشتر جمعیت این جزیره را مردان سفیدپوست و تعداد کمی برده سیاه‌پوست تشکیل می‌دادند. از چهره‌های اصلی که سرمایه او استعمار و کشاورزی در باربادوس را به پیش برد، تاجر لندنی، سر ویلیام کورتن بود. کشت تنباکو، پنبه، زنجفیل و درخت نیل بیشتر توسط کشاورزان سفیدپوست انجام می‌شد تا این‌که در دهه ۱۶۴۰ صنعت نیشکر در جزیره پا گرفت. طی سال‌ها، برده‌های زیادی از آفریقا برای کار به باربادوس آورده شدند. در ۱۶ آوریل ۱۸۱۶ بزرگ‌ترین شورش بردگان در باربادوس رخ داد و رهبری آن را بوسا برعهده داشت.
در سال ۱۸۳۳ که آزادی بردگان اعلام شد تعداد بردگان در باربادوس در حدود ۸۳ هزار نفر بود. باربادوس بین سال‌های ۱۹۵۸ تا ۱۹۶۲ یعنی تنها به مدت چهار سال عضو فدراسیون هند غربی بود و سرانجام در سال ۱۹۶۱ خودگردان شد. در سال ۱۹۶۲ حزب دموکراتیک کارگر به رهبری ارول والتون برو برنده انتخابات شد. باربادوس در ۳۰ نوامبر سال ۱۹۶۶ از انگلیس استقلال یافت و والتون برو نخست‌وزیری کشور جدید را برعهده گرفت.
وقوع توفان در سال ۱۷۸۰ جان بیش از چهار هزار نفر از ساکنان باربادوس را گرفت و در سال ۱۸۵۴ همه‌گیری وبا بیش از ۲۰ هزار کشته برجای گذاشت. بین سال‌های ۱۹۴۶ و ۱۹۸۰ مهاجرت به بریتانیا باعث شد که رشد جمعیت باربادوس یک‌سوم کمتر از رشد معمولی شود.

## سیاست

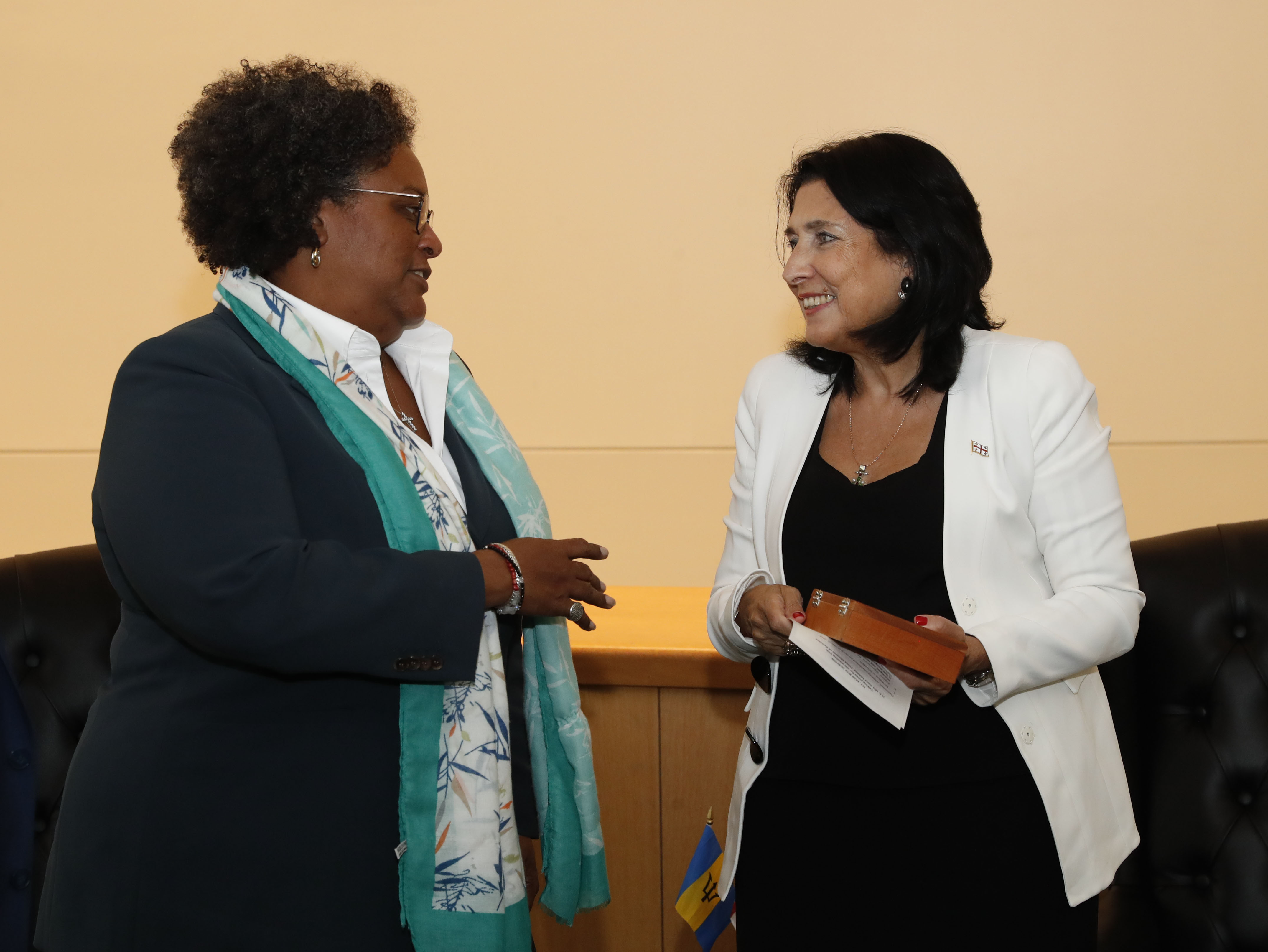
سالومه زورابیشویلی رئیس‌جمهور گرجستان و میا موتلی نخست‌وزیر باربادوس

باربادوس از ۳۰ نوامبر ۱۹۶۶ استقلال یافته است. حکومت جمهوری و دموکراسی پارلمانی است.
باربادوس از جمله کشورهای عضو جامعهٔ مشترک المنافع انگلیس است.
باربادوس در عین حال دارای یک نخست‌وزیر و دولت انتخابی است. باربادوس دارای یک مجلس نمایندگان و یک مجلس سناست که ۲۷ نفر اعضای مجلس نمایندگان انتخابی و ۲۱ نفر اعضای سنا هستند.
لوید ارسکین سندیفورد از حزب دموکراتیک کارگر در سال ۱۹۸۷ نخست‌وزیر باربادوس شد. در سال ۱۹۹۶ سر کلیفورد هازبندز به عنوان فرماندار کل برگزیده شد، در سال ۱۹۹۷ نیز اوئن آرتور به سمت نخست‌وزیر انتخاب شد.
در تاریخ ۵ اسفند ۱۳۹۱ بر اساس نتایج انتخابات پارلمانی باربادوس، حزب حاکم دموکراتیک کارگر به رهبری نخست‌وزیر «فروندل استوارت»، با کسب ۱۶ کرسی مجلس نمایندگان پیروز انتخابات شد. حزب رقیب باربادوس کارگر نیز توانست ۱۴ کرسی از مجموع ۳۰ کرسی پارلمان این کشور را به دست آورد. این دومین پیروزی پیاپی حزب دموکراتیک کارگر در انتخابات پارلمانی باربادوس بود. استوارت در سال ۲۰۱۰ پس از مرگ نخست‌وزیر «دیوید تامپسون»، قدرت را در اختیار گرفت و با این پیروزی برای اولین بار، یک دوره کامل نخست‌وزیر شد.
در دهه ۱۹۹۰ پاتریک مننیگ، نخست‌وزیر ترینیداد و توباگو به باربادوس و گویان پیشنهاد تشکیل یک اتحادیه سیاسی را داد اما این پروژه به خاطر بیماری ارسکین سندیفورد و شکست حزب او در انتخابات بعدی، متوقف ماند. باربادوس اما، همچنان پیوندهای نزدیکی با ترینیداد و توباگو و گویان دارد و بیشترین مهاجران گویانی، پس از ایالات متحده، کانادا، و بریتانیا، در باربادوس زندگی می‌کنند.

## جغرافیا
باربادوس در حدود ۱۷۵ کیلومتری شرق سنت وینسنت واقع شده است. درازای جزیره باربادوس ۳۴ کیلومتر، پهنای آن ۲۳ کیلومتر و مساحت آن ۴۳۱ کیلومتر مربع است.
پایتخت باربادوس شهر بریج‌تاون با ۱۴۰ هزار نفر جمعیت می‌باشد، مساحت این جزیرهٔ کوچک ۴۳۰ کیلومتر مربع و جمعیت آن ۲۷۰ هزار نفر است.
دمای هوای باربادوس همیشه گرم است و با آغاز فصول مرطوب، بین ماه ژوئن تا نوامبر، کمی تغییر می‌کند. میانگین دمای جزیره ۲۶ درجه سانتی‌گراد است و بارش به‌ویژه در داخله جزیره فراوان است. به خاطر گرمای هوا، این جزیره محل کشت نیشکر است. در کرانه‌های جنوبی و غربی جزیره شناگاه‌های بسیاری با شن و ماسه ریز و دلپذیر وجود دارد. داخله جزیره اما پوشیده از تپه‌زار است. کرانه‌های باربادوس با صخره‌های مرجانی احاطه شده‌اند. توفان در منطقه آنتیل بسیار رخ می‌دهد اما باربادوس به خاطر موقعیت شرقی خود اغلب از آسیب این توفان‌ها در امان می‌ماند.
رودخانه‌های کمی در این کشور وجود دارند. بزرگ‌ترین رودهای آن «رودخانه کانستیتوشن» در بریج‌تاون و رود «لانگ پاند» در خلیجی به همین نام است. ارتفاع جزیره با شیب تدریجی کم نمی‌شود بلکه ارتفاع آن به صورت پادگانه (سطوح ایوان‌مانند طبیعی) و پله‌پله به سمت شمال غرب کاهش می‌یابد.
چهار تپه معروف این جزیره همگی بر روی یک تیغه مرتفع در شمال شرق جزیره قرار گرفته و هلالی را پیرامون خلیج لانگ پاند شکل می‌دهند. این تپه‌ها عبارتند از:
- ماونت هیلابی (۳۴۰ متر)، در جنوب غرب لانگ پاند
- کسل گرنت (۳۳۸ متر)، در جنوب لانگ پاند
- فارلی هیل (۲۵۱ متر) در غرب لانگ پاند
- ماونت استپنی (۲۴۶ متر) در شمال غرب لانگ پاند

## تقسیمات کشوری
کشور باربادوس شامل ۱۱ استان است. استان‌های باربادوس به دلایل تاریخی کشیش‌نشین (Parish) نامیده می‌شوند:
| # | استان      | مرکز        | مساحت (ک. م) | جمعیت | نقشه |
| --- | ---------- | ----------- | ------------ | ----- | --- |
| ۱ | سنت آندرو  | گرینلند     | ۳۶           | ۵۱۳۹  | \| اقیانوس اطلس سنت لوسی سنت پیتر سنت آندرو سنت · جیمز سنت توماس سنت جوزف سنت جان سنت · جورج سنت · مایکل کرایست · چرچ سنت فیلیپ باربادوس \| |
| ۲ | سنت پیتر   | اسپایتس‌تاون | ۳۴           | ۱۱۳۰۰ | \| اقیانوس اطلس سنت لوسی سنت پیتر سنت آندرو سنت · جیمز سنت توماس سنت جوزف سنت جان سنت · جورج سنت · مایکل کرایست · چرچ سنت فیلیپ باربادوس \| |
| ۳ | سنت توماس  | هیلابی      | ۳۴           | ۱۴۲۴۹ | \| اقیانوس اطلس سنت لوسی سنت پیتر سنت آندرو سنت · جیمز سنت توماس سنت جوزف سنت جان سنت · جورج سنت · مایکل کرایست · چرچ سنت فیلیپ باربادوس \| |
| ۴ | سنت جان    | فور رودز    | ۳۴           | ۸۹۶۳  | \| اقیانوس اطلس سنت لوسی سنت پیتر سنت آندرو سنت · جیمز سنت توماس سنت جوزف سنت جان سنت · جورج سنت · مایکل کرایست · چرچ سنت فیلیپ باربادوس \| |
| ۵ | سنت جورج   | بالکلی      | ۴۴           | ۱۹۷۶۷ | \| اقیانوس اطلس سنت لوسی سنت پیتر سنت آندرو سنت · جیمز سنت توماس سنت جوزف سنت جان سنت · جورج سنت · مایکل کرایست · چرچ سنت فیلیپ باربادوس \| |
| ۶ | سنت جوزف   | بتشیبا      | ۲۶           | ۶۶۲۰  | \| اقیانوس اطلس سنت لوسی سنت پیتر سنت آندرو سنت · جیمز سنت توماس سنت جوزف سنت جان سنت · جورج سنت · مایکل کرایست · چرچ سنت فیلیپ باربادوس \| |
| ۷ | سنت جیمز   | هول‌تاون     | ۳۱           | ۲۸۴۹۸ | \| اقیانوس اطلس سنت لوسی سنت پیتر سنت آندرو سنت · جیمز سنت توماس سنت جوزف سنت جان سنت · جورج سنت · مایکل کرایست · چرچ سنت فیلیپ باربادوس \| |
| ۸ | سنت فیلیپ  | کرین        | ۶۰           | ۳۰۶۶۲ | \| اقیانوس اطلس سنت لوسی سنت پیتر سنت آندرو سنت · جیمز سنت توماس سنت جوزف سنت جان سنت · جورج سنت · مایکل کرایست · چرچ سنت فیلیپ باربادوس \| |
| ۹ | سنت لوسی   | کرب‌هیل      | ۳۶           | ۹۷۵۸  | \| اقیانوس اطلس سنت لوسی سنت پیتر سنت آندرو سنت · جیمز سنت توماس سنت جوزف سنت جان سنت · جورج سنت · مایکل کرایست · چرچ سنت فیلیپ باربادوس \| |
| ۱۰ | سنت مایکل  | بریج‌تاون    | ۳۹           | ۸۸۵۲۹ | \| اقیانوس اطلس سنت لوسی سنت پیتر سنت آندرو سنت · جیمز سنت توماس سنت جوزف سنت جان سنت · جورج سنت · مایکل کرایست · چرچ سنت فیلیپ باربادوس \| |
| ۱۱ | کرایست چرچ | اویستینس    | ۵۷           | ۵۴۳۳۶ | \| اقیانوس اطلس سنت لوسی سنت پیتر سنت آندرو سنت · جیمز سنت توماس سنت جوزف سنت جان سنت · جورج سنت · مایکل کرایست · چرچ سنت فیلیپ باربادوس \| |
| اقیانوس اطلس سنت لوسی سنت پیتر سنت آندرو سنت · جیمز سنت توماس سنت جوزف سنت جان سنت · جورج سنت · مایکل کرایست · چرچ سنت فیلیپ باربادوس |            |             |              |       | \| اقیانوس اطلس سنت لوسی سنت پیتر سنت آندرو سنت · جیمز سنت توماس سنت جوزف سنت جان سنت · جورج سنت · مایکل کرایست · چرچ سنت فیلیپ باربادوس \| |

## اقتصاد
باربادوس یکی از بالاترین سطوح استاندارد زندگی و نرخ باسوادی در جهان را داراست. نمایه توسعه انسانی باربادوس جزو ۳۵ کشور اول دنیا است.
در قارهٔ آمریکا باربادوس از نظر این نمایه پس از ایالات متحده آمریکا و کانادا سومین کشور است.
محصول عمدهٔ باربادوس که بخش اعظم صادرات آن را تشکیل می‌دهد شکر است. تولید ناخالص ملی باربادوس به موجب آخرین برآوردها نزدیک به چهار میلیارد و سیصد میلیون‌دلار بوده و درآمد سرانهٔ مردم آن به شانزده هزار دلار بالغ‌می‌شود.
گردشگری از منابع اصلی درآمد این جزیره است.

## مردم
این کشور به نسبت مساحتی که دارد محلی پرجمعیت و پرتراکم است و رشد جمعیت آن همچنان ادامه دارد.
۸۷ ٪ از نژاد مردم باربادوس سیاه، ۶ ٪ دورگهٔ سیاه و سفید و ۷ ٪ را سفید تشکیل می‌دهند، همچنین ۶۳ ٪ باربادوسی‌ها پروتستان، ۴ ٪ کاتولیک و ۳ ٪ نیز سایر فرقه‌های مسیحی هستند. زبان رسمی باربادوس، انگلیسی می‌باشد.
باسوادی در باربادوس نزدیک به ۱۰۰ درصد است، یونسکو باربادوس را در میان ۵ کشور نخست از نظر میزان باسوادی ذکر کرده است.

## فرهنگ
نفوذ فرهنگ انگلیس بر فرهنگ باربادوس بیش از دیگر جزایر هند غربی بوده است. نمونه این نفوذ را می‌توان در ورزش ملی باربادوس یعنی ورزش کریکت دید. باربادوس کریکت‌بازان مهم چندی به خود دیده است ازجمله سر گارفیلد سوبرز و سر فرنک ورل.
آشپزی باربادوسی آمیزه منحصربفردی است از آشپزی آفریقایی، هندی، و بریتانیایی.
غذاهای اصلی محلی باربادوس کو-کو (Cou-Cou) و پرنده‌ماهی هستند.
از دیگر ماهیان مورد استفاده در آشپزی باربادوس می‌توان به شمشیرماهی، نیزه‌ماهی، تون باله‌دراز، تون باله‌زرد، سرخوی شمالی، دلفین و کوسه اشاره کرد.
مواد خوراکی آشپزی باربادوس نیز عبارتند از: سیب‌زمینی شیرین، یم، درخت نان، مانیوک، برنج، سیب‌زمینی انگلیسی، و پاستا.
از شهروندان معروف این کشور می‌توان به ریانا اشاره کرد. او نخستین خوانندهٔ زن اهل باربادوس و دومین هنرمند باربادوسی است که موفق به دریافت جایزه گرمی شده است. او نخستین بار در کشور مادری خود و آمریکا مشهور شد و پس از آن با آهنگ «چتر» در سال ۲۰۰۷ به شهرت جهانی رسید.

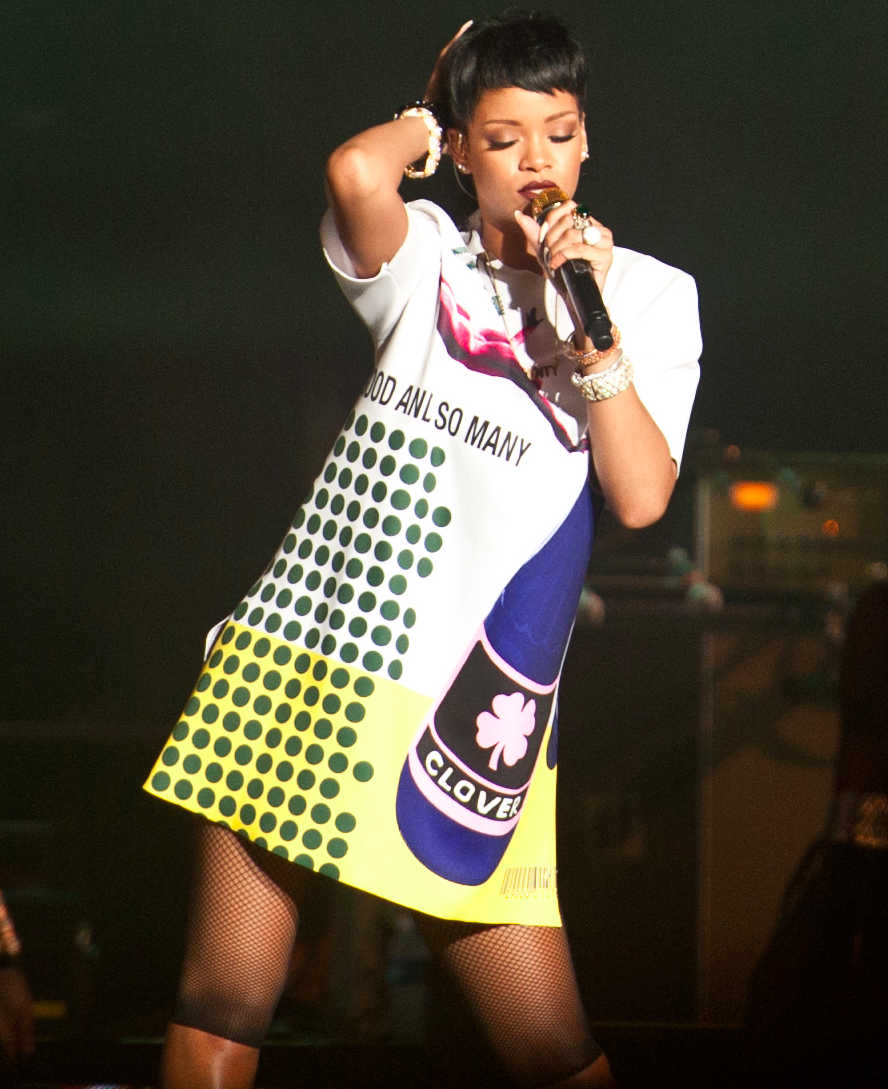
ریانا، خواننده معروف در سطح جهانی، اهل باربادوس است.